# جان شادن
جان شادن (انگلیسی: John Shadden؛ زادهٔ may ۱۰, ۱۹۶۳ (۶۱ سال)) ورزشکار اهل ایالات متحده آمریکا است.
وی در مسابقات کشوری و بین‌المللی در مجموع برندهٔ ۱ مدال برنز شده‌است.